# Byron (Michigan)
Byron – wieś w Stanach Zjednoczonych, w stanie Michigan, w hrabstwie Shiawassee.